# Пушечное сало
Пушечное сало (жарг. пушсало), Смазка ПВК пушечная, Смазка пушечная — консервационная (защитная) смазка; нефтяное масло, загущённое петролатумом и церезином; содержит антикоррозионную присадку. 

## История
В периоды развития цивилизаций человечество для различных целей придумывало и создавало различные орудия (предметы, изделия,  механизмы, машины и так далее). Для их долговечного использования (эксплуатации) и сохранности люди стали использовать природные и искусственно созданные защитные покрытия, смазочные материалы (смазки), одной из них было «пушечное сало». 
Основные эксплуатационные характеристики: высокие адгезионные и консервационные свойства, водостойкость, удерживается на наклонных и вертикальных поверхностях. Работоспособна при температуре −50 °С … +50 °С. Область применения: защита от коррозии металлических изделий, предотвращение ржавления изделий из черных и цветных металлов, консервация металлических изделий и механизмов.
Внешне напоминает литол, содержит около 1 % ингибитора коррозии. Основное предназначение — консервация артиллерийского и стрелкового вооружения, а также прочей военной техники. Используется также при изоляции наземных трубопроводов.